# Samy Elmaghribi
Samy Elmaghribi (nació en 1922 como Salomón Amzallag, en Safi, murió el 9 de marzo de 2008) fue un judío - marroquí músico. Vivió en París y Montreal. Originario de Safi, su familia se mudó a Rabat en 1926. Comenzó a familiarizarse con la música árabe-andaluza y se enseñó a tocar el oud. Más tarde perfeccionó su técnica asistiendo al Conservatorio de Música en Casablanca y siguiendo a algunos de los maestros argelinos más venerados de la música andalusí. Cuando tenía 20 años, decidió dejar su puesto como gerente de ventas para dedicarse por completo a la música. Al tener acceso al palacio marroquí, fue uno de los cantantes preferidos de Mohammed V. Salió de Marruecos hacia Montreal en la década de 1960, donde dirigió una sinagoga. También se estableció en Israel, para luego regresar a Canadá. Murió el 9 de marzo de 2008 en Montreal.